# Idioma mendé
El mendé (también llamado mɛhndé yia) es un idioma africano hablado por 1,5 millones de personas, principalmente en Sierra Leona y Liberia, en el centro oeste de África. 
Es usado tanto por el pueblo mendé como por otras etnias, que lo usan como lingua franca regional en todo el sur de Sierra Leona.
El mendé es un idioma tonal que pertenece a la familia mandé de las lenguas Níger-Congo. En 1921, Kisimi Kamara inventó un alfabeto para el mendé, que él llamó kikakui (Kikaku). El silabario se difundió rápidamente, pero al fin fue reemplazado por una ortografía que utiliza el alfabeto latino.
Este idioma se puede escuchar en las películas Amistad y Diamante de sangre. El actor Djimon Hounsou (originario de Benín, ahora nacionalizado estadounidense) tuvo que aprender el idioma para actuar en ambas películas.